# Juan Manuel Suárez Del Toro Rivero
Juan Manuel Suárez Del Toro Rivero (* 28. September 1952 in Las Palmas de Gran Canaria) ist ein spanischer Wirtschaftsingenieur und leitender Angestellter des auf Gran Canaria ansässigen Transportunternehmens GLOBAL.
Seit Juni 1994 ist er Präsident des Spanischen Roten Kreuzes, dem er seit 1971 als Mitglied angehört. Im November 2001 wurde er in Nachfolge der Norwegerin Astrid N. Heiberg zum Präsidenten der Internationalen Föderation der Rotkreuz- und Rothalbmond-Gesellschaften gewählt und vier Jahre später im Amt bestätigt. Sein Nachfolger wurde im November 2009 der Japaner Tadateru Konoé.
Er ist verheiratet und Vater von zwei Töchtern.